# Renocila bollandi
Renocila bollandi är en kräftdjursart som beskrevs av Williams 1987. Renocila bollandi ingår i släktet Renocila och familjen Cymothoidae. Inga underarter finns listade i Catalogue of Life.